# Фёдорова, Римма Тимофеевна
Римма Тимофеевна Фёдорова (род. 1934, Алма-Ата) — астроном, заведующая Николаевским отделением ГАО АН СССР (1978—1986).

## Биография
Римма Фёдорова родилась в семье агронома.
В 1956 году окончила Киевский государственный университет по специальности «Астрономия» и была направлена на работу в Николаевскую обсерваторию. Здесь она в разные годы принимала участие в определениях положений звёзд на меридианном круге Репсольда, службе времени, наблюдениях искусственных спутников Земли и определениях прямых восхождений Солнца и больших планет на пассажных инструментах.
В мае 1978 года, после смерти Я. Е. Гордона, была назначена Заведующей Николаевским отделением ГАО АН СССР.
В 1986 году Римма Тимофеевна  Фёдорова по собственному желанию была освобождена от должности Заведующей Николаевским отделением ГАО АН СССР.